# Kraussia socotrana
Kraussia socotrana är en måreväxtart som beskrevs av Diane Mary Bridson. Kraussia socotrana ingår i släktet Kraussia och familjen måreväxter. Inga underarter finns listade i Catalogue of Life.